# The Best Of (Siouxsie and the Banshees)
| Recensione | Giudizio |
| ---------- | -------- |
| AllMusic   | [ 2 ]    |

The Best Of è una compilation dei maggiori successi del gruppo musicale britannico Siouxsie and the Banshees, pubblicata nel 2002.

## Il disco

### Contenuto
Sebbene i Banshees avessero già nel loro catalogo due raccolte di singoli, Once Upon a Time: The Singles del 1981 e Twice Upon a Time: The Singles del 1992, che ben rappresentavano il percorso evolutivo della band, la Polydor Records decide di mettere sul mercato questo greatest hits, che nella versione ad un solo disco non presenta motivi di grande interesse, a parte la presenza dell'unico brano inedito, Dizzy (Version 1), registrato durante l'ultima sessione dei Banhshees nel 1995. Una versione leggermente diversa di Dizzy è stata venduta ai concerti di Seven Year Itch nel 2002. L'edizione limitata in doppio CD, invece, contiene vari remix, la maggior parte dei quali era stata pubblicata in origine come lato B dei singoli, e un'inedita versione estesa del singolo Song from the Edge of the World del 1987.
Tutti, tranne due brani, erano stati precedentemente inclusi in Once Upon a Time: The Singles e Twice Upon a Time: The Singles, anche se ci sono alcune piccole differenze nelle versioni delle canzoni in questa raccolta. Infatti, qui è stata pubblicata per la prima volta la versione completa di This Wheel's on Fire senza la dissolvenza finale. Inoltre, è stato utilizzato il mix di Mark Saunders in Stargazer invece della versione dell'album.
Dizzy (Version 1) è inclusa nella colonna sonora del film Diario di uno scandalo (2006) di Richard Eyre; inoltre, nel film, il personaggio di Sheba Hart, interpretato da Cate Blanchett, racconta come da adolescente adorasse Siouxsie and the Banshees.

### Pubblicazione
The Best of Siouxsie and the Banshees è stato pubblicato il 30 settembre 2002 come prima ristampa rimasterizzata del loro catalogo e presenta i singoli di maggior successo della band in ordine non cronologico. È stato distribuito in tre formati: CD singolo, doppio CD e Sound & Vision doppio CD e DVD contenente i videoclip della band tranne Dizzy (quest'ultima versione è uscita nel 2004 e ri-pubblicata nel 2008).

## Tracce
Testi e musiche di Siouxsie and the Banshees, eccetto ove indicato.
1. Dear Prudence (1983) - 3:49 (Lennon, McCartney)
2. Hong Kong Garden (1978) - 2:55
3. Cities in Dust (1985) - 4:04
4. Peek-a-Boo (1988) - 3:10
5. Happy House (1980) - 3:52
6. Kiss Them for Me (1991) - 4:23
7. Face to Face (1992) - 4:22 (Elfman, Siouxsie and the Banshees)
8. Dizzy (Version 1) (1995) - 3:11
9. Israel (1980) - 4:54
10. Christine (1980) - 2:59
11. Spellbound (1981) - 3:18
12. Stargazer (New Mix) (1995) - 3:18
13. Arabian Knights (1981) - 3:08
14. The Killing Jar (1988) - 3:59
15. This Wheel's on Fire (New Mix) (1987) - 5:42 (Dylan, Danko)

### Edizione limitata
- CD 1

1. Dear Prudence – 3:49
2. Hong Kong Garden – 2:55
3. Cities in Dust – 4:04
4. Peek-a-Boo – 3:10
5. Happy House – 3:52
6. Kiss Them for Me – 4:23
7. Face to Face – 4:22
8. Dizzy (Version 1) – 3:11
9. Israel – 4:54
10. Christine – 2:59
11. Spellbound – 3:18
12. Stargazer (New Mix) – 3:18
13. Arabian Knights – 3:08
14. The Killing Jar – 3:59
15. This Wheel's on Fire (New Mix) – 5:42

- CD 2

1. Spellbound (Extended 12" Version) – 4:42
2. Song from the Edge of the World (Columbus Mix) – 7:37
3. Kiss Them for Me (Kathak #2 Mix) – 9:46
4. Peek-a-Boo (Silver Dollar Mix) – 8:12
5. The Killing Jar (Lepidopteristic Mix) – 8:07
6. Cities in Dust (Eruption Mix) – 6:48
7. Dazzle (Glamour Mix) – 7:05
8. Stargazer (Mambo Sun Mix) – 7:20
9. Face to Face (Catatonic Mix) – 4:53